# Кусакский сельсовет
Кусакский сельсовет — муниципальное образование со статусом сельского поселения и административно-территориальное образование в Немецком национальном районе Алтайского края России. Административный центр — село Кусак.

## Демография
По результатам Всероссийской переписи населения 2010 года, численность населения муниципального образования составила 1901 человек, в том числе 898 мужчин и 1003 женщины. Оценка Росстата на 1 января 2012 года — 1870 человек.

## Населённые пункты
В состав сельского поселения входит 2 населённых пункта:
- посёлок Красноармейский,
- село Кусак.